# DFS 230
A DFS 230 a második világháborúban használt német légideszant teherszállító  vitorlázó repülőgép, amelyet egy pilótából és kilenc katonából álló legénység szállítására fejlesztettek és többször felhasználtak.

## Története
A szerkezet tervezéséért a Hans Jakobs vezette darmstadti Német Vitorlázórepülés Kutatóintézet (Deutsche Forschungsanstalt für Segelflug - DFS) volt felelős. 1936 októberére egy makett készült el, 1937-re kifejlesztettek egy prototípust is. Ez a típus vált – miután többek között Hanna Reitsch is letesztelte – a DFS 230 A1 sorozattá.

## Szerkezete
A DFS 230 merevített felsőszárnyas szerkezetű repülő, négyszögletű keresztmetszetű törzzsel. A repülő törzse hegesztett acélcső-rácsszerkezetből állt szövetburkolattal. Az egytartós trapézformájú szárnyak lekerekített végekkel rendelkeztek; a szárnyszerkezet elülső élét rétegelt lemezzel lécezték be, a hátsó élét szövetburkolattal látták el. Az induláshoz a DFS 230-at eldobható kerékszerkezettel látták el; az érkezés három ponton megtámasztott csúszó fatalpakon történt.

## Gyártás
A DFS 230 gyártása 1939 júliusában Robert Hartwig sonnebergi gyárában indult, egy játékgyárban. 1940 júniusáig az első 109 darabot onnan szállították le. Az A-változatból az A-2 és az A-3 változatot szállították le, amely mellett az iratokból nem derül ki, hogy az A-1 változatot is megépítették-e. Az A verzió 1941 áprilisában futott ki, miután a Gothai Vagongyár (Gothában) a Gotha Go 242-es gyártását sikeresen beindította. A legtöbb DFS 230-ast 1941-ig a sonnebergi Hartwig-gyár építette, Bücker Rangsdorfban 1941 januártól szeptemberig gyártotta a B-2 változatot, ugyanígy 1941 júniusig a Gothai Vagongyár (Gothaer Wagonfabrik - GWF); 1941 szeptemberig készítette az Erla Gépgyár (Erla Maschinenwerk) az A és a B változatokat Lipcsében. Erla a szárnyakat és a törzset a IV-es üzemében Johanngeorgenstadtban gyártotta, majd azokat átszállította a I-es üzemébe Lipcsébe (Wodanstraßeba), ahol azokat összeépítette. A gyártásba 1941/42-ben a Cseh-Morva Gépgyárat (Böhmisch-Mährische Maschinenfabrik - BMM, Prága) is bevonták. A choceňi Mráz repülőgépgyár (Cseh–Morva Protektorátus) 1941 áprilisa és júniusa között utoljára még gyártott néhány C-1-es változatot.
1944. november 30-ig legyártott DFS 230 repülők darabszáma:
| Változat | Hartwig | Erla | GWF | Bücker | BMM | Mráz | Összesen |
| -------- | ------- | ---- | --- | ------ | --- | ---- | -------- |
| A        | 622     | 32   |     |        |     |      | 654      |
| B-2      | 214     | 138  | 23  | 170    | 391 |      | 936      |
| C-1      |         |      |     |        |     | 13   | 13       |
| Összesen | 836     | 170  | 23  | 170    | 391 | 13   | 1.603    |

## Bevetés

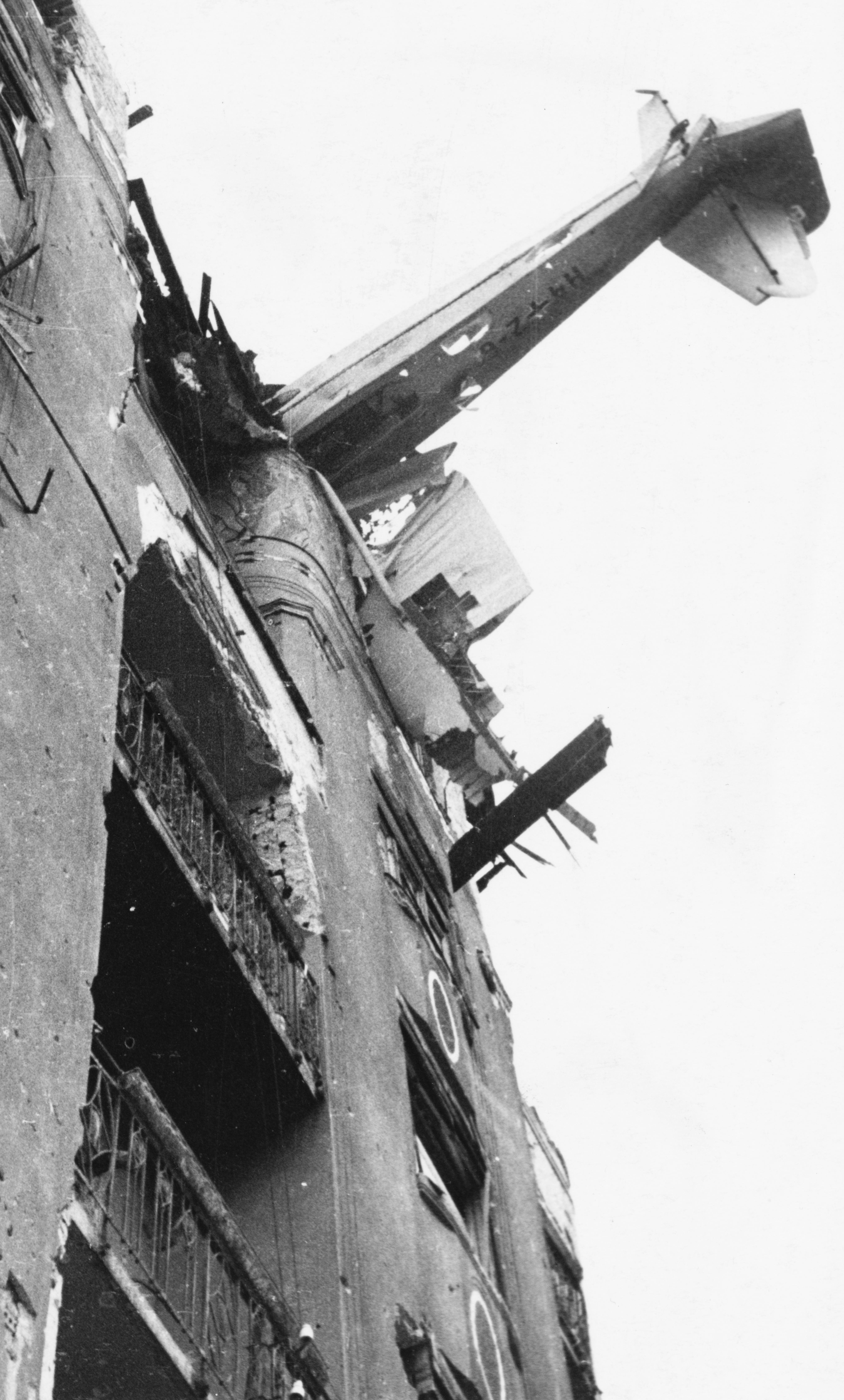
Egy DSF 230-as vitorlázógép, amely Budapest ostromakor, 1945. február 6-án fúródott bele az Attila u. 35. számú ház tetejébe.

Ezt az új fegyvernemet először 1940. május 10-én vetették be, amikor 9 vitorlázó repülő a reggeli szürkületben leszállt az Eben-Emael erődre. Egy nappal később az erőd megadta magát.
A legnagyobb bevetése ezeknek a típusoknak egy évre rá a földközi-tengeri Kréta szigetének megszállásakor, hegyi- és ejtőernyős vadászalakulatok bevetésével történt. Mindamellett a DFS 230-asok olyan nagy veszteségeket szenvedtek, hogy a későbbiekben nem próbálkoztak ilyen méretű légideszant akció végrehajtásával.
Következő alkalommal a DFS 230 B-1 jelent meg; ez a fékezőernyőtől és a védekező fegyverek rögzítő-készülékétől eltekintve a korábbi változattal azonos volt.
A DFS 230 vitorlázó repülőgépet Észak-Afrikában és a keleti fronton is bevetették utánpótlás szállításához. Vakmerő akció volt 1943 szeptemberében a „Tölgyfa-akció”, amelynek keretében Benito Mussolini diktátort szabadították ki az Abruzzo tartománybeli Gran Sasso hegyen található Campo Imperatore szállodából, amelynél az eredetileg tervezett 12 DSF 230-ból csak tízet tudtak bevetni.
A leszállóhossz lerövidítése érdekében a C-1-es változatot használták fékezőrakétákkal az orrban. Ugyanígy a Vercors-fennsíkon Grenoble mellett, 1944. július 21-én DFS 230-asokat vetettek be a légideszant műveletekben a francia ellenállás erőivel szemben.
Budapest ostroma alatt 1945 februárjáig teherszállító vitorlázó-repülők szállítottak utánpótlást a körbezárt csapatoknak.

## Vontatás
Kipróbálták a rászerelt vontatást különböző, a törzsre szerelt Fw 56, KI 35 vagy Bf 109-E gépekkel; de ezek közül egyik sem bizonyult bevetésre érettnek. Az Fa 225-ös teherhelikopter felépítéséhez a DFS 230 törzsét az Fa 223-as helikopter rotorjával együtt alkalmazták.
Vontatógépnek elsősorban a Junkers Ju 52/3m vagy más többmotoros repülőgépek, mint a Dornier Do 17, a Heinkel He 111 és a Messerschmitt Bf 110 kerültek bevetésre. Miután a felhasználási feltételek változtak, már egymotoros modelleket is, mint az Ardo Ar 65, Avia B-534, Heinkel He 46, Henschel Hs 126 vagy a Junkers Ju 87-est is használták.

## Változatok
- DFS 230 A-1: első sorozatgyártott változat
- DFS 230 A-2: mint az A-1, de duplakormányzással
- DFS 230 B-1: fékezőernyős változat
- DFS 230 B-2: mint a B-1, de duplakormányzással
- DFS 230 C-1: B-1 három fékezőrakéta hozzáépítésére alkalmassá tett görbülettel
- DFS 230 D-1: C-1 új orral a fékezőrakétáknak, csak egy prototípus
- DFS 230 F-1: új konstrukció nagyobb kapacitással 15 főig, csak egy prototípus (DFS 230 V7, DV+AV) épült.

## Műszaki adatok (DFS 230 B-1)

### Általános jellemzők
| Személyzet           | 1                        |
| Szállítási kapacitás | 9 felszerelt fő + 270 kg |
| Hossz                | 11,24 m                  |
| Szárnyfesztávolság   | 21,98 m                  |
| Magasság             | 2,74 m                   |
| Szárnyfelület        | 41,3 m²                  |
| Üres tömeg           | 860 kg                   |
| Bruttó tömeg         | 2 040 kg                 |
| Max. felszálló tömeg | 2 100 kg                 |

### Működés
| Maximum vontatási sebesség | 209 km/h                                   |
| Normál vontatási sebesség  | 180 km/h                                   |
| Siklószám                  | 1:11 (üresen), 1:18 (teljesen megterhelve) |

### Fegyverzet
Géppuskák:
| 1 x 7.92 mm MG 15 géppuska kézi célzással a fülke hátuljában                         |
| 2 x 7.92 mm MG 34 rögzített előre tüzelő géppuska a gép törzsének elejéhez rögzítve. |